# Секретный комитет (Швеция)
Секретный комитет (швед. sekreta utskottet) — комитет шведского риксдага в 1627—1772 гг.
Впервые данный орган был образован на риксдаге 1627 года. Своё название получил в 60-х годах XVII века. В работе первого комитета, помимо представителей трёх высших сословий, принимали участие и крестьяне, однако впоследствии они включались в его состав лишь время от времени. В XVII веке данный орган созывался королём, который и назначал его членов.
Комитет изначально создавался для обсуждения вопросов внешней политики, однако со временем его обязанности были расширены.
Во второй половине XVII века работа сословий концентрировалась в Секретном комитете. В период «эры свобод» три высших сословия получили право самостоятельно назначать в комитет своих представителей в пропорции 2:1:1 (50 дворян, 25 представителей духовенства и 25 бюргеров). В нём обсуждались вопросы внешней политики, обороны и финансов. Наибольшее влияние Секретный комитет получил в период правления партии «шляп» в 1738—1765 гг. После 1765 г. партия «колпаков» урезала круг вопросов, входящих в компетенцию комитета. В первую очередь это коснулось сферы экономики и государственных финансов. После государственного переворота 1772 года Секретный комитет был упразднён.